# Benedetto Rusconi
Benedetto Rusconi detto il Diana (Venezia, 1460 – Venezia, 1525) è stato un pittore italiano.

## Biografia

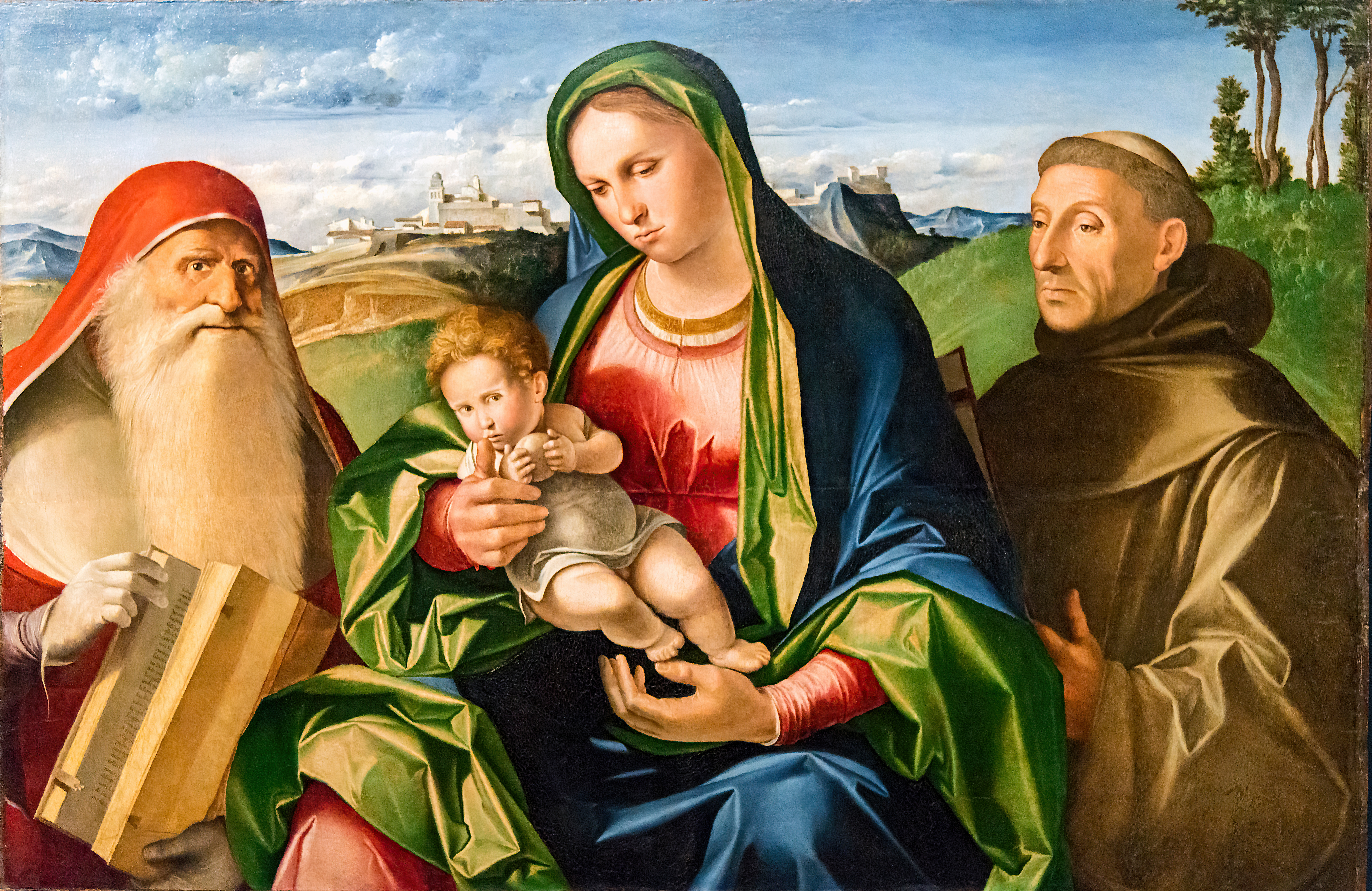
Madonna col Bambino tra San Girolamo e San Francesco, 1486

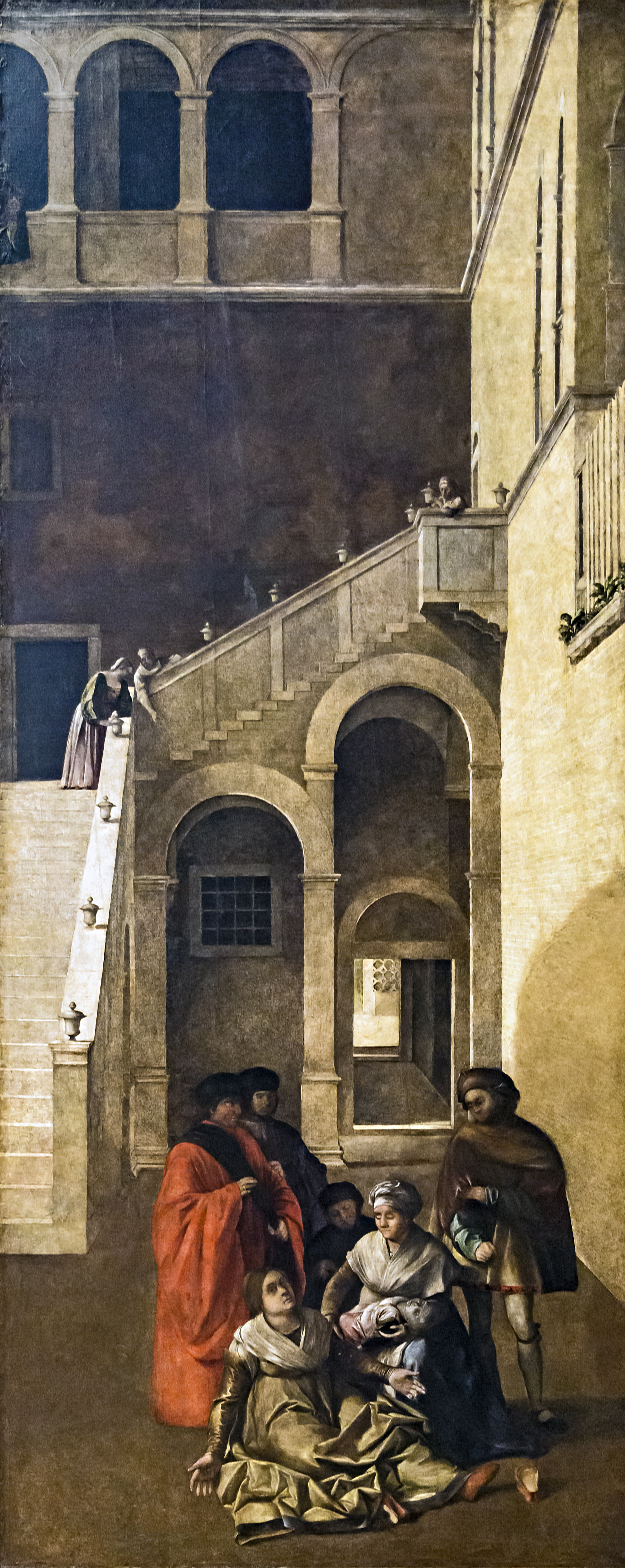
Miracolo della reliquia della santa Croce, 1505-1510

Della sua vita biografica sono giunte sino a noi poche informazioni e della sua formazione artistica sappiamo che fu allievo di Lazzaro Bastiani.
Nel 1482 risultò membro della scuola di Santa Maria della Carità e questo significa che era già a quel tempo un pittore noto.
Quattro anni dopo realizzò una Madonna in trono tra i santi Girolamo e Francesco (Venezia, Ca' d'Oro), mentre ai primi del Cinquecento risalì il Miracolo della reliquia della Croce della scuola di San Giovanni Evangelista.
Nel 1505 dipinse, assieme al Bastiani, gli stendardi per la piazza S.Marco e nel 1512 assunse ruoli direttivi nella gilda dei pittori.
Lo stile ed il gusto pittorico di Rusconi evidenziarono una fase giovanile bastianesca e antonellesca, seguita da un periodo di avvicinamento a Giovanni Bellini e al Carpaccio. Nella piena maturità si fece influenzare da Jacopo Palma il Vecchio e da Lorenzo Lotto, anche se conservò una peculiare geometria spaziale, una sommessa monumentalità, una ampiezza compositiva, una innovativa ricerca di movimento, una saldatura tra il colore e la sostanza plastica, una finezza del colore, le proporzioni lunghe delle figure e il rilievo dei panneggi.
Tra le opere più significative si annoverano anche: una Madonna con i Santi Luca e Barbara e un donatore presso Welbeck Abbey; un Cristo conservato a Londra; una Madonna con i santi Ludovico, Anna, il Battista bambino e un cherubino, alle Gallerie dell'Accademia, a Venezia; una Assunzione, presso il Santuario di Santa Maria della Croce a Crema.
L'Accademia di Venezia conserva diverse sue opere.

## Opere
- Sibilla e Profeta, c. 1480, olio su tavola, Galleria Palatina, Palazzo Pitti, Firenze
- Cristo benedicente, c. 1500, Lowe Art Museum, Miami
- Madonna col Bambino tra i santi Girolamo, Benedetto, Maria Maddalena e Giustina, c. 1500-10, olio e tempera su tavola, Gallerie dell'Accademia, Venezia; da Santa Lucia a Padova
- Madonna col Bambino in trono tra i santi Girolamo e Francesco che presentano i donatori Girolamo Pesaro e Francesco Trevisan, c. 1500-10, olio su tela, Galleria Giorgio Franchetti alla Ca' d'Oro, Venezia
- Madonna col Bambino e san Girolamo, c. 1504, Lowe Art Museum, Miami
- Miracolo della reliquia della santa Croce, 1505-10, olio su tela, Gallerie dell'Accademia, Venezia; dalla Scuola Grande di San Giovanni Evangelista
- Cristo del dolore, c. 1510, tempera su tavola, Museo Correr, Venezia
- Madonna col Bambino, c. 1510, Olio su tavola, cm 81 x 70 cm, Pavia, Musei Civici[7].
- Salvator Mundi, c. 1510-20, olio su tavola, National Gallery, Londra
- Madonna col Bambino tra i santi Giovanni Battista, Pietro e Antonio, c. 1515, olio su tavola, Rijksmuseum, Amsterdam
- Presentazione, sposalizio della Vergine e annunciazione, c. 1520-25, olio su tavola, National Gallery of Art, Washington
- Madonna col Bambino tra i santi Girolamo e Francesco, olio su tavola, Gallerie dell'Accademia, Venezia
- Cristo benedicente, Collezione Ferruccio Mestrovich, Ca' Rezzonico, Venezia
- Riposo durante il volo in Egitto, san Girolamo penitente, sant'Antonio abate e la predicazione di san Giovanni Battista, Christie's, Sale 9665, 11 luglio 2003, Londra
- La distribuzione della manna, per la Chiesa di San Giovanni Evangelista, Venezia
- Assunzione, Santuario di Santa Maria della Croce, Crema